# 523 (tal)
523 är det naturliga heltal som följer 522 och följs av 524.

## Matematiska egenskaper
- 523 är ett udda tal.
- 523 är ett defekt tal.
- 523 är ett primtal[1].

## Inom vetenskapen
- 523 Ada, en asteroid.